# Wereldkampioenschappen schoonspringen 2001
De wereldkampioenschappen schoonspringen 2001 vonden plaats van 16 tot en met 29 juli 2001 in Fukuoka, Japan. Het door FINA georganiseerde toernooi maakte deel uit van de wereldkampioenschappen zwemsporten 2001.

## Medailles

### Mannen
| Onderdeel              | Goud                     | Goud   | Zilver                                | Zilver | Brons                                      | Brons  |
| ---------------------- | ------------------------ | ------ | ------------------------------------- | ------ | ------------------------------------------ | ------ |
| eenmeterplank          | Wang Feng China          | 444,03 | Wang Tianling China                   | 433,14 | Alexander Dobroskok Rusland                | 414,21 |
| driemeterplank         | Dmitri Saoetin Rusland   | 725,82 | Wang Tianling China                   | 717,27 | Ken Terauchi Japan                         | 712,38 |
| tienmetertoren         | Tian Liang China         | 688,77 | Alexandre Despatie Canada             | 670,95 | Mathew Helm Australië                      | 670,23 |
| driemeterplank synchro | China Peng Bo Wang Kenan | 342,63 | Mexico Joel Rodriguez Fernando Platas | 338,49 | Rusland Alexander Dobroskok Dmitri Saoetin | 335,19 |
| tienmetertoren synchro | China Tian Liang Hu Jia  | 361,41 | Mexico Eduardo Rueda Fernando Platas  | 336,63 | Oekraïne Roman Volodkov Anton Zakharov     | 336,06 |

### Vrouwen
| Onderdeel              | Goud                         | Goud   | Zilver                                            | Zilver | Brons\|-                                 | Brons\|- |
| ---------------------- | ---------------------------- | ------ | ------------------------------------------------- | ------ | ---------------------------------------- | -------- |
| eenmeterplank          | Blythe Hartley Canada        | 300,81 | Wu Minxia China                                   | 297,57 | Zhang Jing China                         | 294,15   |
| driemeterplank         | Guo Jingjing China           | 596,67 | Irina Lasjko Australië                            | 552,39 | Yuliya Pakhalina Rusland                 | 543,54   |
| tienmetertoren         | Xu Mian China                | 532,65 | Duan Qing China                                   | 522,54 | Loudy Tourky Australië                   | 511,50   |
| driemeterplank synchro | China Wu Minxia Guo Jingjing | 347,31 | Rusland Youlia Pakhalina Vera Ilynia              | 320,61 | Duitsland Ditte Kotzian Conny Schmalfuss | 303,03   |
| tienmetertoren synchro | China Duan Qing Sang Xue     | 329,94 | Rusland Evgeniya Olshevskaya Svetlana Timoshinina | 306,90 | Japan Takiri Miyazaki Emi Otsuki         | 297,00   |

### Medaillespiegel
| Plaats | Land      | Goud | Zilver | Brons | Totaal |
| 1      | China     | 8    | 4      | 1     | 13     |
| 2      | Rusland   | 1    | 2      | 3     | 6      |
| 3      | Canada    | 1    | 1      | 0     | 2      |
| 4      | Mexico    | 0    | 2      | 0     | 2      |
| 5      | Australië | 0    | 1      | 2     | 3      |
| 6      | Japan     | 0    | 0      | 2     | 2      |
| 6      | Duitsland | 0    | 0      | 1     | 1      |
| 6      | Oekraïne  | 0    | 0      | 1     | 1      |
| Totaal | Totaal    | 10   | 10     | 10    | 30     |

Belgrado 1973 · 
Cali 1975 · 
West-Berlijn 1978 · 
Guayaquil 1982 · 
Madrid 1986 · 
Perth 1991 · 
Rome 1994 · 
Perth 1998 · 
Fukuoka 2001 · 
Barcelona 2003 · 
Montréal 2005 · 
Melbourne 2007 · 
Rome 2009 · 
Shanghai 2011 · 
Barcelona 2013 · 
Kazan 2015 · 
Boedapest 2017 · 
Gwangju 2019 · 
Boedapest 2022 · 
Fukuoka 2023 · 
Doha 2024